# HMS Scott (J79)
«Скотт» (англ. HMS Scott (J79) — військовий корабель, тральщик типу «Гальсіон», який за часів Другої світової війни діяв як неозброєне гідрографічне судно Королівського військово-морського флоту Великої Британії.
Тральщик «Скотт» закладений 30 серпня 1937 року на верфі Caledon Shipbuilding & Engineering Company в Данді. 23 серпня 1938 року він був спущений на воду, а 23 лютого 1939 року увійшов до складу Королівських ВМС Великої Британії. Тральщик залучався до ведення флотом бойових дій на морі в Другій світовій війні, переважно у Північній Атлантиці, при супроводженні арктичних конвоїв, в інтересах британських командос тощо.

## Історія
26 грудня 1941 року «Скотт» був залучений до забезпечення спеціальної операції британських командос, під кодовою назвою операція «Анкліт» — рейд No. 12 Commando на Лофотенські острови за підтримки 22 кораблів та суден трьох флотів. У той час німецькі військовики переважно святкували наступне свято після Різдва — День подарунків. Протягом двох діб оперативна група флоту та командос утримували низку важливих об'єктів на островах, зокрема вивели з ладу 2 ворожі радіостанції та потопили декілька суден. За результатами рейду Гітлер був певен, що союзники розпочали вторгнення до Норвегії, й віддав наказ утримувати в країні значні сили та засоби.
При підготовці до висадки в Нормандії в 1944 році «Скотт» залучався до обстеження узбережжя та акваторії поблизу Арроманша з метою облаштування гавані «Малберрі» та прокладки трубопроводів у рамках операції «Плуто». Потім корабель обстежував звільнені гавані, включаючи Морле, Булонь, Брест, Дюнкерк та Антверпен.